# Max Ernst Mayer
Max Ernst Mayer (* 2. Juli 1875 in Mannheim; † 25. Juni 1923 in Frankfurt am Main) war ein deutscher Strafrechtler und Rechtsphilosoph.

## Leben
Max Mayer, Sohn des Mannheimer Tabakfabrikanten Emil Mayer (1848–1910) und der Johanna Goldschmidt (1853–1937) aus Kassel, entstammte einer reichen Mannheimer Honoratiorenfamilie mit jüdischer Abstammung, war selbst aber evangelisch getauft. Nach dem Schulabschluss in Mannheim studierte er zunächst ab 1893 drei Jahre an den Universitäten Leipzig, Heidelberg und Berlin die Fächer Literaturgeschichte, Kunstgeschichte und Philosophie. 1896 kehrte er dann aus Liebe zur Philosophie nach Heidelberg zurück, wo er noch im selben Jahr bei Kuno Fischer mit einer Schrift über den Kant-Schüler Sigismund Beck zum Doktor der Philosophie promoviert wurde. Kurz darauf wechselte Mayer zum Studium der Rechts- und Staatswissenschaften an die kurz nach der Reichsgründung, 1872, neu gegründete Kaiser-Wilhelm-Universität Straßburg im Elsass. Unterbrochen von einem einsemestrigen Aufenthalt in München, erwarb Mayer in Straßburg auch die juristische Doktorwürde (1898) mit einer Abhandlung über den strafrechtlichen Begriff der Kausalität. 1900 folgte die Habilitation bei Fritz van Calker über „Die schuldhafte Handlung und ihre Arten im Strafrecht“.
Erst 1910 erhielt Mayer in Straßburg die Stelle eines nicht-etatmäßigen außerordentlichen Professors, nachdem ihm schon 1906 der Titel eines Professors verliehen worden war. Erst 1919 wurde Mayer auf ein etatmäßiges Ordinariat in Frankfurt am Main berufen. Seine finanzielle Unabhängigkeit ermöglichte ihm in der Wartezeit weitere wissenschaftliche Arbeiten. Nach den Arbeiten zur allgemeinen Verbrechenslehre – neben den bereits genannten Schriften vor allem mit seiner kontrovers diskutierten normentheoretischen Abhandlung „Rechtsnormen und Kulturnormen“ (1903; Nachdruck 1965) – befasste er sich unter anderem mit dem Militärstrafrecht, zu dem er über seinen Lehrer van Calker gekommen war. Daneben profilierte sich Mayer durch seine Beteiligung an der Gesamtreform des Strafrechts: Zunächst 1906 durch seine Mitarbeit an der „Vergleichenden Darstellung des deutschen und ausländischen Rechts“ unter seinem Lehrer van Calker; vier Jahre später, 1910, bei der „kritischen Besprechung des Vorentwurfs 1909“ unter Franz von Liszt und Paul Felix Aschrott. 1915 erschien sein Lehrbuch zum allgemeinen Teil des Strafrechts, das den Abschluss seiner strafrechtlichen Arbeiten bildet und zugleich deren Zusammenführung und Pointierung.
Das Kriegsjahr 1916 wurde zum Wendepunkt seiner akademischen Laufbahn: Mayer legte sein Straßburger Extra-Ordinariat nieder und ging ins deutsch besetzte Wilna, zu dieser Zeit Sitz der deutschen Militärverwaltung, wo er bis Kriegsende als Militärstaatsanwalt arbeitete. Nach dem Ende des Krieges kehrte er nach Mannheim zurück, wo ihn Anfang 1919 ein Ruf an die junge Stiftungsuniversität Frankfurt am Main ereilte. Mayer wurde Nachfolger des Liszt-Schülers Ernst Delaquis auf dessen Extraordinariat. Im November desselben Jahres folgte neunzehn Jahre nach seiner Straßburger Habilitation die lang ersehnte Ernennung zum ordentlichen Professor für die Fächer Strafrecht, Strafprozess und Rechtsphilosophie neben Berthold Freudenthal, als zweitem Strafrechtler neben Mayer und erster Dekan der Fakultät. Mayers Haus in der Mendelssohnstraße, im der Universität benachbarten vornehmen Westend gelegen, galt als „Stätte edler Gastfreundschaft“. Mayer, der als einer von wenigen auch ein Automobil mit Chauffeur besaß, führte das Leben eines Junggesellen und „Gentleman-Gelehrten“ (Kantorowicz). Er engagierte sich zudem in der Universitätsverwaltung, war 1920/21 Dekan seiner Fakultät und macht sich – misstrauisch beäugt von seinem Kollegen Freudenthal – Hoffnungen auf das Rektoratsamt, was jedoch durch seinen frühen Tod vereitelt wurde. Einzige größere Veröffentlichung aus der Frankfurter Zeit und zugleich letzte eigenständige Publikation Mayers ist die „Rechtsphilosophie“, mit deren Erscheinen 1922 er sich einen lang ersehnten Traum erfüllt. Am 25. Juni 1923 starb Max Ernst Mayer in Frankfurt im Alter von 48 Jahren.

## Werk
Mayers eigenständiges wissenschaftliches Wirken (Habilitation 1900) fällt in das ereignisreiche erste Viertel des 20. Jahrhunderts. Die Strafrechtswissenschaft dieser Zeit steht noch ganz im Bann des Schulenstreits zwischen „klassischer“ (Karl Binding) und „moderner“ Strafrechtsschule (Franz von Liszt), der seit den achtziger Jahren des 19. Jahrhunderts die strafrechtswissenschaftliche Diskussion um Sinn und Zweck von Strafrecht und Strafe beherrschte. Kurz nach der Jahrhundertwende kommt es auf Veranlassung des Reichsjustizamtes zu umfangreichen Bemühungen um eine Gesamtreform des Strafrechts und Strafprozessrechts, die die zunächst beigelegte Konfrontation neu entfachen und ihr eine zusätzliche politische Brisanz geben.
Den Anfang macht die ab 1905 erscheinende Vergleichende Darstellung des deutschen und ausländischen Rechts, einem enzyklopädischen Werk zur Rechtsvergleichung, an dem sich nahezu die gesamte Strafrechtswissenschaft – darunter auch Mayer – beteiligt. Ebenfalls beteiligt ist der drei Jahre jüngere Gustav Radbruch, mit dem er nicht nur die Liebe zu den „verschwisterten Fächern Strafrecht und Rechtsphilosophie“ (Kantorowicz) teilt, sondern auch privat in regelmäßigem Kontakt steht. Zusammen mit Radbruch und dem gleichaltrigen Emil Lask wird Mayer einer der Hauptvertreter der südwestdeutschen Schule des rechtsphilosophischen Neukantianismus, einer auf Kant zurückgehenden Wert- und Kulturphilosophie (Wilhelm Windelband, Heinrich Rickert), die um die Jahrhundertwende herum sowohl Rechtsphilosophie als auch Jurisprudenz aus den Fängen von Gesetzespositivismus und Allgemeiner Rechtslehre befreite und deren Wiedergeburt als wissenschaftliche Disziplinen begünstigte.
Ausgangspunkt der methodischen Emanzipation – auch gegenüber dem Siegeszug der Naturwissenschaften – ist die Unterscheidung zwischen Natur- und Kulturwissenschaften. Diese unterscheiden sich zwar nicht nach ihrem Gegenstand, wohl aber methodisch: Während die Naturwissenschaften lehren, was immer ist, also generalisierend verfahren (nomothetische Wissenschaften), gehen die Kulturwissenschaften individualisierend vor: sie lehren, was einmal war (idiographische Wissenschaften). Da sich der individualisierende Kulturwissenschaftler aber nicht jedem beliebigen Ereignis zuwenden kann, muss er eine Auswahl treffen, mit anderen Worten: Er muss werten. Dies gilt auch für die Jurisprudenz, der durch ihren Bezug auf Zwecke, Werte und Ideen eine eigenständige methodische Bedeutung als Kulturwissenschaft zukommt. Besonderen Einfluss hatte die wertbeziehende Methode auf dem Gebiet der Strafrechtsdogmatik, die sich unter ihrem Einfluss zu Anfang des 20. Jahrhunderts von der wertfreien kausal-naturwissenschaftlichen Betrachtungsweise befreite und zu einer wertbeziehenden normativ-teleologischen Begriffsbildung überging.

## Quelle
Der vorliegende Text basiert weitgehend auf einem autorisierten Auszug aus dem Aufsatz von S. Ziemann, vgl. Literatur

## Werke (Auswahl)
- Das Verhältnis des Sigismund Beck zu Kant, Philosophische Dissertationsschrift Heidelberg vom 30. Okt. 1896, Verlag C. Winter’s Universitätsbuchhandlung: Heidelberg 1896. 52 S.
- Der Causalzusammenhang zwischen Handlung und Erfolg im Strafrecht. Eine rechtsphilosophische Untersuchung, Rechts- und staatswissenschaftliche Dissertationsschrift Straßburg vom 18. Dez. 1898, Verlag J.H.E. Heitz: Straßburg 1898, 151 S.
- Die schuldhafte Handlung und ihre Arten im Strafrecht. Drei Begriffsbestimmungen, Verlag Hirschfeld: Leipzig 1901; Habilitationsschrift Straßburg 1900; 201 S.
- Rechtsnormen und Kulturnormen, Verlag Schletter: Breslau 1903 (Ernst Beling, Strafrechtliche Abhandlungen, H. 50) 136 S.; Übersetzung ins Spanische durch José Luis Guzmán Dálbora: Normas jurídicas y normas de cultura, Verlag Ed. Hammurabi: Buenos Aires 2000, 173 S.
- Deutsches Militärstrafrecht. (2 Bde.), Bd. I Allgemeiner Teil, Bd. II Besonderer Teil, beide Bände Verlag Göschen: Leipzig 1907.
- Der allgemeine Teil des deutschen Strafrechts. Lehrbuch, 1. Aufl. Verlag Winter: Heidelberg 1915; 2. unveränderte Aufl. 1923, 552 S.
- Rechtsphilosophie, 1. Aufl. Julius Springer: Berlin 1922; 2. unveränderte Aufl. 1926; 3. Aufl. 1933.